# ティミー・ハーン
ティミー・ハーン（Timmy Harn、1987年 - ）は、フィリピンの映画監督。

## 来歴
ロッテルダム国際映画祭Bright Future部門やトロント国際映画祭New Waves Program部門(2012年)に正式出品し、またCCP短編映画祭ではBest Experimental Film（2011年）を受賞。Lecx StacyをはじめとするMVからCMまで多く手掛け、初の参加映画作品『Class Picture』はトロント国際映画祭New Waves Program部門正式出品と2011年マニラで開催されたCCP短編映画祭でBest Experimental Film受賞を果たした。初の長編監督作品『郊外の爬虫類』は2013年のCinema One映画祭で複数の賞にノミネートされ、2015年には日本のRising Indies! in Tokyoでも上映された。また短編『Cyber Devil X Ahas』は日本のオールピスト東京2016でも上映された。『ウリリは黒魔術の夢をみた（Dog Days）』（2018年）は日本の劇場作品として初の作品となる。

## 作風
作品の多くは故郷であるマニラ周辺の個人的な経験を反映している。一般的なフィリピン家庭と同じく厳格なカトリック教徒として育ち、その生い立ちによって神秘的、オカルト的なものから地球外文化に至るまでの多彩な興味を抱くようになる。またフィリピン先史時代の初期にこの地へやってきた開拓者たちによってもたらされた文化のるつぼや、植民地化といったテーマに影響された作風が見られる。またそういった「古さ」への興味は、フィルムセルロイドやホームビデオのアナログな質感から、デジタル画像の高精細で鮮明なものまで、さまざまな映画制作フォーマットの使用にも反映されており、歴史的な時間軸を融合させつつ「未来の感覚 」を定義することを可能にしている。ティミーの長編映画である『ウリリは黒魔術の夢をみた（Dog Days）』（2018年）はロッテルダム国際映画祭でプレミア上映され、そこではバスケットボールに夢中なフィリピン系黒人のティーンエイジャーが人種差別的なコミュニティの中で、恋人の妊娠やクリスタルメスの狂気、シャーマニズム的な旅に囲まれながら成長していく姿を描いている。また、『郊外の爬虫類（Reptilia in Suburbia）』（2013年）は、郊外の高級住宅街での生活や近隣の人々との微妙なバランス関係を表し、そこへ怒れる犬の連続誘拐事件がマッド・サイエンティストの存在を示唆している。長編作品から短編作品、ビデオ・インスタレーションまで、彼の作品はパレ・ド・トーキョー、エコーパーク・フィルムセンター、トロント国際映画祭Wavelengths、シンガポール国際映画祭、Images Festivalなどの映画祭で展示されている。

## 作品
- 『Lecx Stacy - One by One』（2022年 /短編）
- 『Papaya』（2021年/短編）
- 『ウリリは黒魔術の夢をみた（Dog Days）』（2018年）/ 監督、脚本、製作
- 『Lily』（2016年）/ 脚本のみ
- 『Cyber Devil X Ahas』（2015年）　オールピスト東京2016
- 『Hindi sila tatanda』（2014年）/ 脚本のみ
- 『郊外の爬虫類Reptilia in Suburbia）』（2013年） / 監督、脚本
- 『Pascalina』（2012年）/ 製作
- 『Taglish』（2012年）/ 美術
- 『Class Picture』（2011年）/ 製作　トロント国際映画祭New Waves Program部門正式出品
- 『Panty』 (2011年) / 監督、脚本、製作

## 受賞歴
- Famas Awardフィリピン映画芸術科学アカデミー賞（フィリピン、2019）、最優秀助演女優賞（エイドリアン・ヴェルガラ）
- ロッテルダム国際映画祭（オランダ、2019）Bright Future Main Programme部門 正式出品
- Across Asia Film Festival（イタリア、2019） 正式招待
- シネマラヤ映画祭（フィリピン、2019）Indie Nation部門正式
- The First Reel : Philippine Film Festival in Berlin（ドイツ、2019）正式招待
- Qシネマ国際映画祭 （フィリピン、2018）
- Pylon Award 助演男優賞（マーカス・アドロ）
- Qシネマ国際映画祭 （フィリピン、2018）Circle Competition 部門 NETPAC賞（最優秀アジア映画賞）